# 알타이르 하라보
알타이르 하라보(Altaír Jarabo, 1986년 8월 7일 ~ )는 멕시코의 배우, 모델이다.